# Rosi Wolfstein

Rosi Wolfstein (um 1920)

Alma Rosalie Wolfstein (genannt Rosi; nach Eheschließung 1948 Rosi Frölich) (* 27. Mai 1888 in Witten; † 11. Dezember 1987 in Frankfurt am Main) war eine sozialistische Politikerin.

## Leben

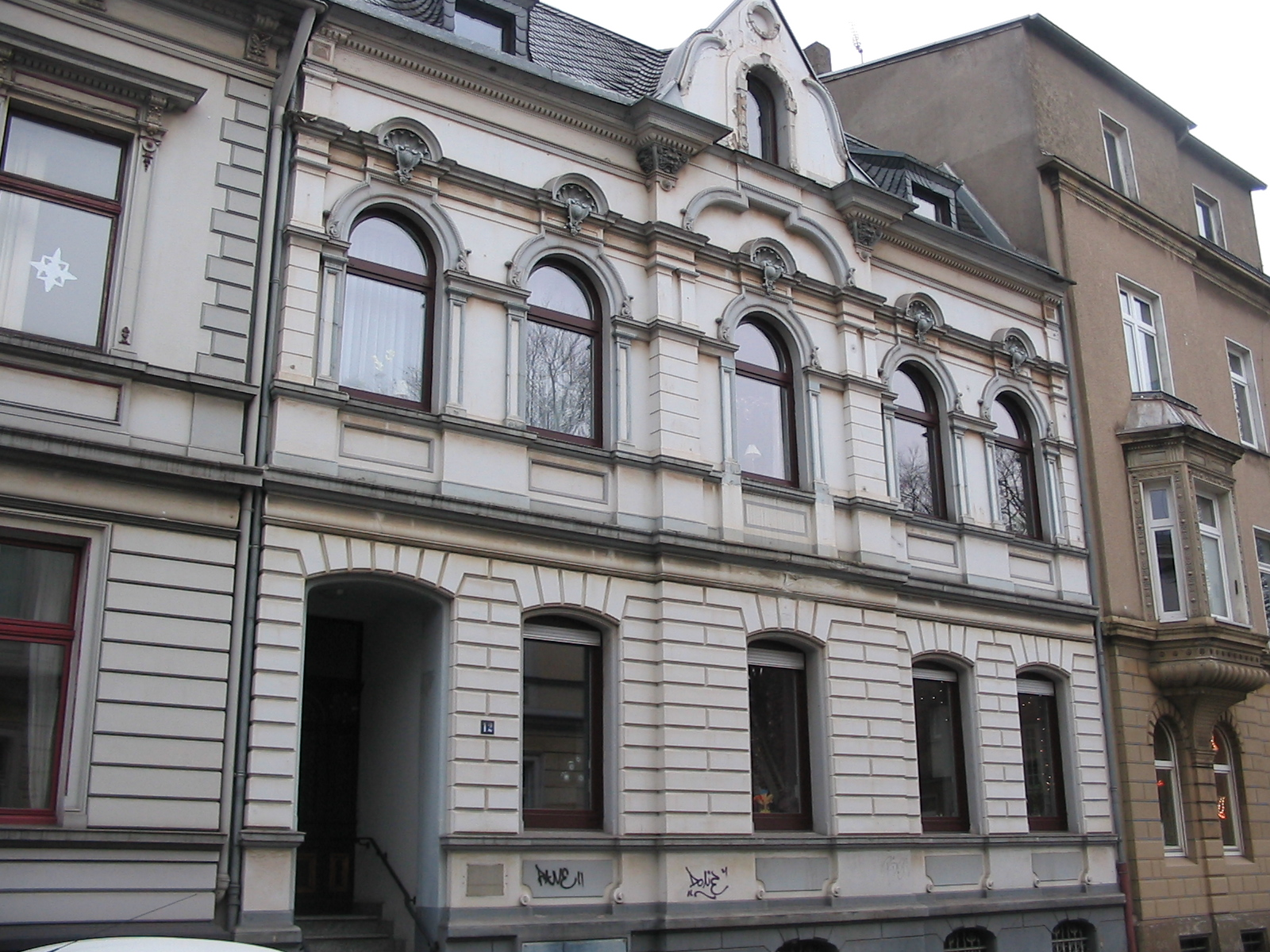
Haus der Eltern in Witten in der Nordstraße 12

Rosi Wolfstein wurde in einer jüdischen, zunächst gut situierten Kaufmannsfamilie in Witten geboren. Aufgrund wirtschaftlicher Schwierigkeiten nahm sich der Vater das Leben, als sie dreizehn war. Das warf sie, die schon ein Lyzeum besuchte, zurück in eine Höhere Handelsschule zur Berufsausbildung als kaufmännische Angestellte. 1907 trat sie dem Frauen- und Mädchen-Arbeiterbildungsverein Hagen, 1908 der SPD und 1910 dem freigewerkschaftlichen Zentralverband der Angestellten (ZdA) bei. Im gleichen Jahr begegnete sie in Kamen erstmals Rosa Luxemburg, zu der sich eine Freundschaft entwickelte und deren Schülerin sie 1912 bis 1913 an der Parteischule der SPD in Berlin war. Schon zu Beginn des Ersten Weltkrieges wandte sie sich entschieden gegen die Burgfriedenspolitik der SPD und deren Zustimmung zu den Kriegskrediten und wurde Mitglied der Duisburger Spartakusgruppe. Während des Kriegs wurde sie mehrfach inhaftiert. 1916 nahm sie an der illegalen Jugendkonferenz in Jena und 1917 als Vertreterin der Spartakusgruppe am Gründungsparteitag der USPD in Gotha teil. Während der Novemberrevolution 1918 wurde sie in den Düsseldorfer Arbeiter- und Soldatenrat gewählt; als Delegierte der dortigen Spartakusgruppe war sie 1918/19 Mitbegründerin der KPD und nahm 1920 am zweiten Kongress der Kommunistischen Internationale in Moskau teil.
Nach der Ermordung von Rosa Luxemburg erhielt Wolfstein von deren Erben den Nachlass, den sie gemeinsam mit ihrem Lebenspartner Paul Frölich bearbeitete. Die Biografie Rosa Luxemburg. Gedanke und Tat erschien 1939 in Paris unter Frölichs Namen. Zeitlebens beschäftigte sich Wolfstein mit dem Thema „Rosa Luxemburg“. So stand sie auch Margarethe von Trotta für den 1985 uraufgeführten Film „Rosa Luxemburg“ zur Seite.
1921 bis 1924 saß sie als Abgeordnete der VKPD im Preußischen Landtag und war stellvertretende Fraktionsvorsitzende. 1921 bis 1923 war sie Mitglied der KPD-Zentrale und des Organisationsbüros, wo sie für die Parteiverlage verantwortlich war. 1924 trat sie aus Protest gegen die „ultralinke“ KPD-Führung um Ruth Fischer und Arkadi Maslow von ihren Parteiämtern zurück, beteiligte sich gemeinsam mit Paul Frölich an der Herausgabe der Werkausgabe Rosa Luxemburgs und war zeitweise als Lektorin im Malik-Verlag tätig. Anfang 1929 wurde sie als „Rechtsabweichlerin“ aus der KPD ausgeschlossen und schloss sich der KPD-O an. Mit einer Minderheit der KPD-O um Paul Frölich, Jacob Walcher und August Enderle schloss sie sich im Frühjahr 1932 der SAP an und gehörte dort zum linken, revolutionären Flügel, der im Frühjahr 1933 die Parteileitung übernahm. In der SAP begegnete sie auch Willy Brandt, zu dem sich eine Freundschaft entwickelte und der sie noch in den 1980er Jahren im Altenheim besuchte.

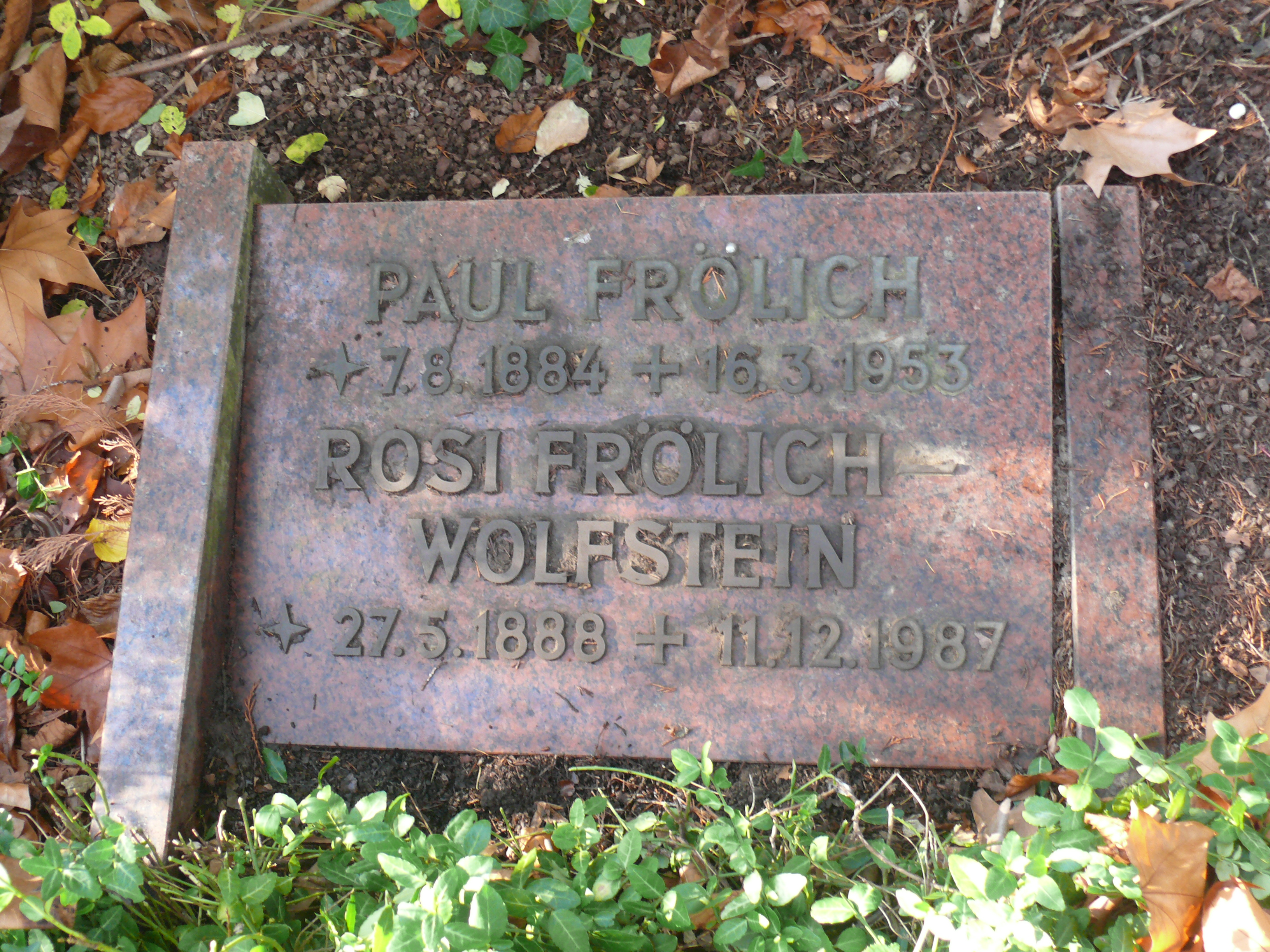
Grab von Rosi Wolfstein und Paul Frölich auf dem Frankfurter Hauptfriedhof

Nach dem Machtantritt der NSDAP 1933 floh sie zunächst nach Brüssel, dann nach Paris, wo sie der Exilleitung der SAP angehörte und auch unter dem Pseudonym Martha Koch publizierte. Nach Kriegsbeginn wurde sie in Frankreich zunächst interniert. 1941 gelang es ihr gemeinsam mit Paul Frölich mit Hilfe des Emergency Rescue Committee von Varian Fry über Lissabon und Martinique in die USA zu emigrieren, wo sie ab 1945 in New York für verschiedene Wohlfahrtsverbände tätig war. Dort heirateten die beiden 1948. 1951 kehrte sie nach Frankfurt zurück und wurde wieder Mitglied der SPD, obwohl sie, wie Paul Frölich, weiterhin für einen linkssozialistischen, „dritten Weg“ einstand, welchen sie unter den historischen Bedingungen aber nur in der SPD für realisierbar hielt, sowie der IG Druck und Papier, wo sie sich bei der Gründung der Deutschen Journalistenunion engagierte. Nach dem Tode Paul Frölichs 1953 verwaltete sie dessen literarischen Nachlass und edierte einige seiner Werke. Rosi Wolfstein starb 1987; bei ihrer Beerdigung auf dem Frankfurter Hauptfriedhof hielt Ministerpräsident Holger Börner ihr zu Ehren eine Rede.
In ihrer Geburtsstadt Witten wirkte in den 1990er Jahren ihr zu Ehren eine „Rosi-Wolfstein-Gesellschaft e.V.“, begründet von Peter Kieselbach in Zusammenarbeit mit der Geschichtswerkstatt, ohne Aktivitäten etwa seit 2009.
Wolfstein wurde als Frau von kleiner Gestalt beschrieben, die als Rednerin eine außerordentliche Präsenz entwickelte. Wie aus geheimen Polizeiberichten hervorgeht, war sie schon im Kaiserreich als gefürchtete „Agitatorin“ bekannt.

## Anerkennung
- In Witten wurde die Rosi-Wolfstein-Straße, nach ihr benannt.
- Im Jüdischen Museum Dorsten wurde ein Brief von Rosa Luxemburg an Rosi Wolfstein ausgestellt.